# Phialophorophoma litoralis
Phialophorophoma litoralis är en svampart som beskrevs av Linder 1944. Phialophorophoma litoralis ingår i släktet Phialophorophoma, divisionen sporsäcksvampar och riket svampar.   Inga underarter finns listade i Catalogue of Life.